# Segunda Categoría de Ecuador 1978
El campeonato ecuatoriano de Fútbol de Segunda Categoría 1978 fue la edición n.º 5 de la tercera división del fútbol ecuatoriano, como anécdota de este torneo esta era la segunda vez que el cuadro del Politécnico disputaría la final tras haberla jugado en 1975, y nuevamente la perdería esta vez ante el LDE equipo que sería el segundo equipo guayaquileño en obtener el título tras el conjunto del Everest equipo que logró el título en los años de 1967 y 1976 y 3° equipo de la provincia del Guayas tras el cuadro del Milagro S.C. que obtuvo el título un año antes, en la final el cuadro guayaquileño fue superior al golear en el partido de ida por 5-1 y empatar a  un tanto en el encuentro de vuelta celebrado en el estadio Olímpico Atahualpa además el cuadro de LDE fue el equipo más goleador del torneo con 19 goles a favor de los cuales sería el equipo que haría las mayores goleadas del torneo ambas por marcador de 5-1 ante San Camilo en la 1ª fase y ante Politécnico en el juego de ida correspondiente por la final celebrada en el estadio Modelo, mientras que el equipo con más anotaciones en contra fue el otro finalista el Politécnico con 13 goles en contra se marco un total de 75 goles.
El LDE lograría su primer título que le daría la oportunidad de participar en el Campeonato Ecuatoriano de Fútbol Serie B 1979, mientras que el cuadro del Politécnico lograría su segundo subtítulo.

## Sistema de campeonato
FASE PROVINCIAL (Primera Etapa)
- La Primera Fase está formada por los Campeonatos provinciales organizados por cada Asociación de Fútbol (8 en ese entonces), los campeones clasificarán al Zonal Regional.

FASE REGIONAL (Segunda Etapa)
- La Zona 1 estuvo integrada por las provincias deːChimborazo, Manabí, Azuay y Pichincha
- La Zona 2 estuvo integrada por las provincias deːGuayas, El Oro, Tungurahua y Los Ríos.

- La zona 1 jugara con 4 equipos, mientras que la Zona 2 con los restantes 4 equipos de los cuales participaran por sorteo previo en encuentros de ida y vuelta clasificara a la tercera etapa el equipo con mayor cantidad de puntos posibles.

FASE FINAL (Tercera Etapa)
- Se jugara una final a doble partido, el ganador será reconocido como campeón de la Segunda Categoría 1978 y además jugara en la Serie B de 1979, en caso de que ambos equipos hayan ganado uno de sus respectivos partidos el título se lo definirá en un partido extra.

## Equipos clasificados
| Asociación        | Equipo            | Vía de clasificación                               |
| ----------------- | ----------------- | -------------------------------------------------- |
| Azuay 1 cupo      | Estudiantes       | Campeón de la Segunda Categoría de Azuay 1978      |
| Chimborazo 1 cupo | Atlét. Riobamba   | Campeón de la Segunda Categoría de Chimborazo 1978 |
| El Oro 1 cupo     | Atlét. Chilla     | Campeón de la Segunda Categoría de El Oro 1978     |
| Guayas 1 cupo     | LDE               | Campeón de la Segunda Categoría de Guayas 1978     |
| Los Ríos 1 cupo   | San Camilo        | Campeón de la Segunda Categoría de Los Ríos 1978   |
| Manabí 1 cupo     | UTM               | Campeón de la Segunda Categoría de Manabí 1978     |
| Pichincha 1 cupo  | Politécnico       | Campeón de la Segunda Categoría de Pichincha 1978  |
| Tungurahua 1 cupo | América de Ambato | Campeón de la Segunda Categoría de Tungurahua 1978 |

## Zona 1
Los equipos de Chimborazo, Manabí Azuay y Pichincha.

### Grupo A
|  |    | Equipo          | PJ | PG | PE | PP | GF | GC | DG | PTS |
|  | -- | --------------- | -- | -- | -- | -- | -- | -- | -- | --- |
|  | 1º | Politécnico     | 6  | 4  | 1  | 1  | 13 | 7  | +6 | 9   |
|  | 2° | UTM             | 6  | 3  | 2  | 1  | 7  | 7  | 0  | 8   |
|  | 3º | Atlét. Riobamba | 6  | 1  | 2  | 3  | 7  | 11 | -4 | 4   |
|  | 4º | Estudiantes     | 6  | 0  | 3  | 3  | 4  | 8  | -4 | 3   |

|  | Clasifica a la final |

### Partidos y resultados
| Fecha 1         | Fecha 1   | Fecha 1          |
| Equipo Local    | Resultado | Equipo Visitante |
| --------------- | --------- | ---------------- |
| Atlét. Riobamba | 2-2       | UTM              |
| Politécnico     | 2-1       | Estudiantes      |

| Fecha 2      | Fecha 2   | Fecha 2          |
| Equipo Local | Resultado | Equipo Visitante |
| ------------ | --------- | ---------------- |
| Estudiantes  | 0-0       | UTM              |
| Politécnico  | 4-1       | Atlét. Riobamba  |

| Fecha 3         | Fecha 3   | Fecha 3          |
| Equipo Local    | Resultado | Equipo Visitante |
| --------------- | --------- | ---------------- |
| UTM             | 2-1       | Politécnico      |
| Atlét. Riobamba | 1-1       | Estudiantes      |

| Fecha 4      | Fecha 4   | Fecha 4          |
| Equipo Local | Resultado | Equipo Visitante |
| ------------ | --------- | ---------------- |
| Politécnico  | 3-1       | UTM              |
| Estudiantes  | 1-2       | Atlét. Riobamba  |

| Fecha 5         | Fecha 5   | Fecha 5          |
| Equipo Local    | Resultado | Equipo Visitante |
| --------------- | --------- | ---------------- |
| UTM             | 2-0       | Estudiantes      |
| Atlét. Riobamba | 1-2       | Politécnico      |

| Fecha 6      | Fecha 6   | Fecha 6          |
| Equipo Local | Resultado | Equipo Visitante |
| ------------ | --------- | ---------------- |
| Estudiantes  | 1-1       | Politécnico      |
| UTM          | 1-0       | Atlét. Riobamba  |

## Zona 2
Los equipos de Guayas, El Oro, Tungurahua y Los Ríos.

### Grupo B
|  |    | Equipo            | PJ | PG | PE | PP | GF | GC | DG | PTS |
|  | -- | ----------------- | -- | -- | -- | -- | -- | -- | -- | --- |
|  | 1º | LDE               | 6  | 5  | 0  | 1  | 13 | 6  | +7 | 10  |
|  | 2º | América de Ambato | 6  | 4  | 1  | 1  | 12 | 5  | +7 | 9   |
|  | 3° | San Camilo        | 6  | 1  | 1  | 4  | 10 | 10 | 0  | 3   |
|  | 4º | Atlét. Chilla     | 6  | 0  | 2  | 4  | 5  | 9  | -4 | 2   |

|  | Clasifica a la final |

### Partidos y resultados
| Fecha 1       | Fecha 1   | Fecha 1           |
| Equipo Local  | Resultado | Equipo Visitante  |
| ------------- | --------- | ----------------- |
| LDE           | 2-1       | San Camilo        |
| Atlét. Chilla | 1-1       | América de Ambato |

| Fecha 2      | Fecha 2   | Fecha 2           |
| Equipo Local | Resultado | Equipo Visitante  |
| ------------ | --------- | ----------------- |
| LDE          | 2-1       | América de Ambato |
| San Camilo   | 2-1       | Atlét. Chilla     |

| Fecha 3           | Fecha 3   | Fecha 3          |
| Equipo Local      | Resultado | Equipo Visitante |
| ----------------- | --------- | ---------------- |
| Atlét. Chilla     | 1-2       | LDE              |
| América de Ambato | 3-0       | San Camilo       |

| Fecha 4      | Fecha 4   | Fecha 4           |
| Equipo Local | Resultado | Equipo Visitante  |
| ------------ | --------- | ----------------- |
| LDE          | 1-0       | Atlét. Chilla     |
| San Camilo   | 1-2       | América de Ambato |

| Fecha 5           | Fecha 5   | Fecha 5          |
| Equipo Local      | Resultado | Equipo Visitante |
| ----------------- | --------- | ---------------- |
| América de Ambato | 2-1       | LDE              |
| Atlét. Chilla     | 1-1       | San Camilo       |

| Fecha 6           | Fecha 6   | Fecha 6          |
| Equipo Local      | Resultado | Equipo Visitante |
| ----------------- | --------- | ---------------- |
| San Camilo        | 1-5       | LDE              |
| América de Ambato | 2-1       | Atlét. Chilla    |

### Final
La disputaron Politécnico ganador del Grupo A de la Zona 1 y LDE(G) ganador del Grupo B de la Zona 2, ganando la serie; el equipo de LDE y el cual jugara el torneo de la serie B en 1979.
| Ciudad                                         | Equipo local | Resultado | Equipo visitante |
| ---------------------------------------------- | ------------ | --------- | ---------------- |
| Guayaquil                                      | LDE          | 5-1       | Politécnico      |
| Quito                                          | Politécnico  | 1-1       | LDE              |
| LDE gana el Título con marcador global de 6-2. |              |           |                  |

### Campeón
|                                            |
| LDE 1.er Título Ascendió a la Serie B 1979 |

## Tabla General
|  |  |    | Equipo            | PJ | PG | PE | PP | GF | GC | DG  | PTS |
|  |  | -- | ----------------- | -- | -- | -- | -- | -- | -- | --- | --- |
|  |  | 1º | LDE               | 8  | 6  | 1  | 1  | 19 | 8  | +11 | 13  |
|  |  | 2º | Politécnico       | 8  | 4  | 2  | 2  | 15 | 13 | +2  | 10  |
|  |  | 3º | América de Ambato | 6  | 4  | 1  | 1  | 12 | 5  | +7  | 9   |
|  |  | 4° | UTM               | 6  | 3  | 2  | 1  | 7  | 7  | 0   | 8   |
|  |  | 5º | Atlét. Riobamba   | 6  | 1  | 2  | 3  | 7  | 11 | -4  | 4   |
|  |  | 6° | San Camilo        | 6  | 1  | 1  | 4  | 10 | 10 | 0   | 3   |
|  |  | 7º | Estudiantes       | 6  | 0  | 3  | 3  | 4  | 8  | -4  | 3   |
|  |  | 8º | Atlét. Chilla     | 6  | 0  | 2  | 4  | 5  | 9  | -4  | 2   |

PJ = Partidos jugados; PG = Partidos ganados; PE = Partidos empatados; PP = Partidos perdidos; GF = Goles a favor; GC = Goles en contra; DG = Diferencia de gol; PTS = Puntos
|  | Campeón, ascendio a la Serie B 1979. |